# Obszar ochrony ścisłej „Pyszna, Tomanowa, Pisana”

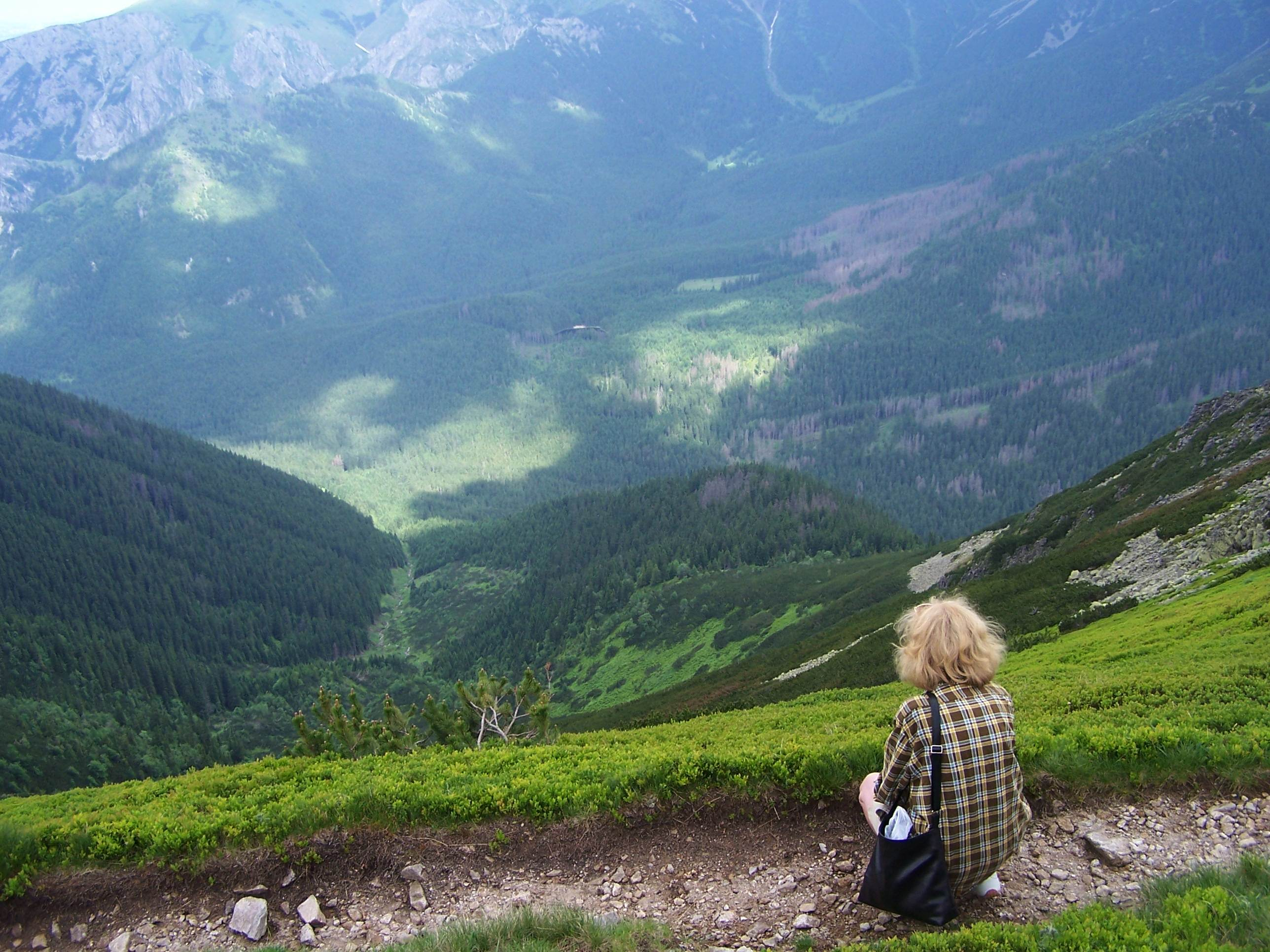
Widok z Ornaku na teren obszaru ochrony ścisłej

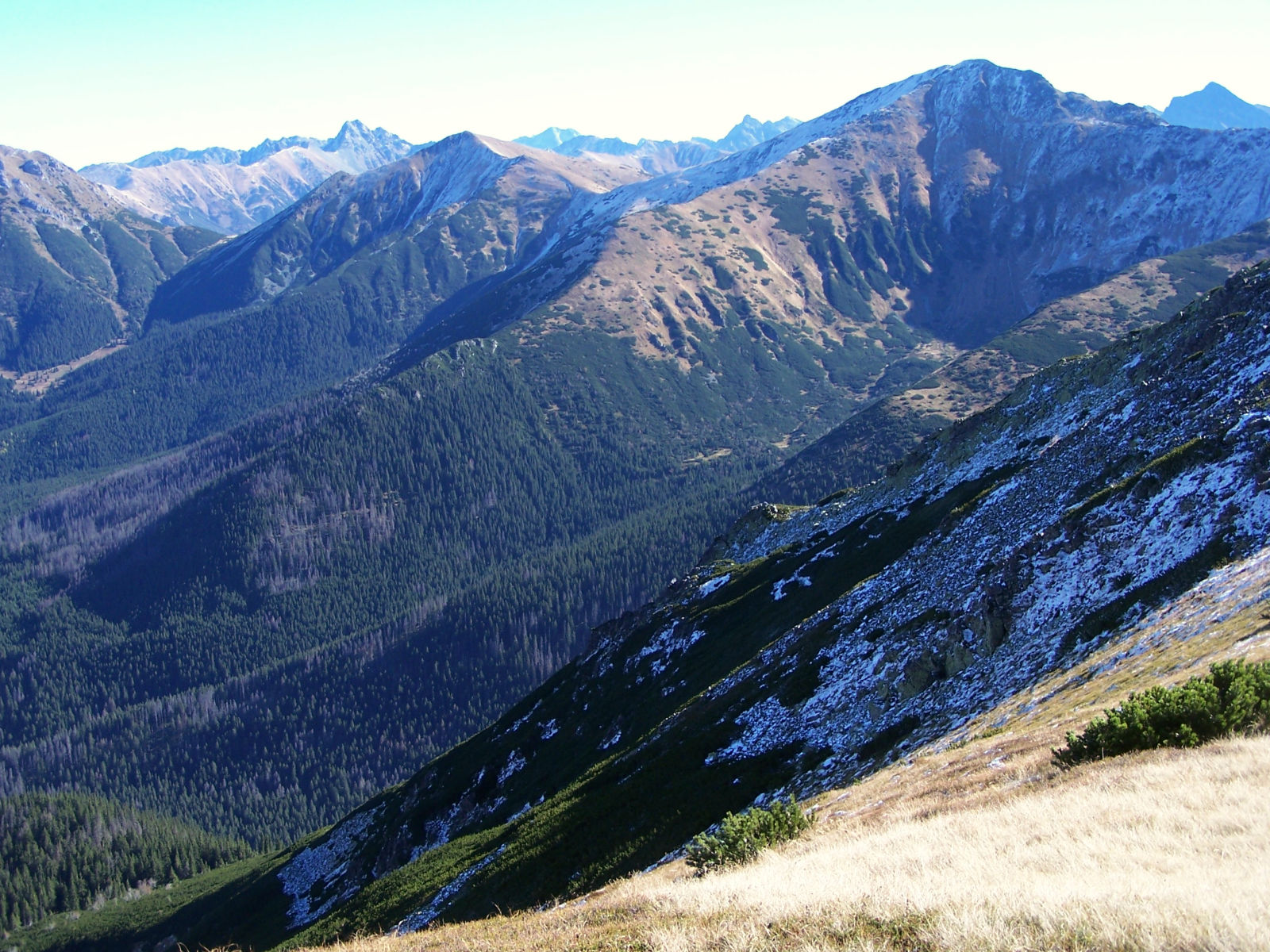
Południowa część obszaru „Pyszna, Tomanowa, Pisana”

Obszar ochrony ścisłej „Pyszna, Tomanowa, Pisana” – obszar ochrony ścisłej utworzony w 1948 r. w Tatrach Zachodnich jako ścisły rezerwat przyrody Tomanowa-Smreczyny, wówczas największy na terenie polskich Tatr. Rezerwat obejmował niemal cały obszar Doliny Pyszniańskiej i Doliny Tomanowej (górne odgałęzienia Doliny Kościeliskiej).
Powierzchnia rezerwatu wynosiła ok. 800 ha. Powstał on jeszcze przed utworzeniem tutaj Tatrzańskiego Parku Narodowego. W 1975 r. został powiększony o obszar Hali Pisanej i ma powierzchnię 1562,57 ha. Po utworzeniu TPN zmienił się jego status z rezerwatu na obszar ochrony ścisłej.
Jest to największy w polskich Tatrach kompleks lasów świerkowych, będący ostoją dzikich zwierząt nie niepokojonych przez człowieka. Mają tutaj swoje mateczniki niedźwiedzie brunatne, jesienią odbywają rykowiska jelenie. Przyroda rządzi się tutaj swoimi prawami, człowiek nie ingeruje w jej funkcjonowanie. Obszar ten obejmuje górnoreglowe lasy świerkowe, piętro kosówki, hale górskie i piętro alpejskie. Na jego terenie znajdują się także jeziora tatrzańskie: Smreczyński Staw, Kosowinowe Oczko i Siwe Stawki oraz Wąwóz Kraków z bogatą florą naskalnych roślin wapieniolubnych.
Przed utworzeniem rezerwatu na jego obszarze prowadzono intensywny wypas, były to tereny pasterskie Hali Ornak, Hali Pysznej, Hali Smreczyny, Hali Tomanowej.
Większa część tego obszaru jest niedostępna turystycznie, również wznoszące się ponad Doliną Tomanową i Pyszniańską szczyty Suchy Wierch Tomanowy, Tomanowy Wierch Polski, Smreczyński Wierch i Kamienista nie są udostępnione turystycznie. Przez obszar dawnego rezerwatu Tomanowa-Smreczyny prowadzi jednak kilka szlaków turystycznych.